# Alberto Gabba
L'abate Alberto Gabba (Dorno, 26 gennaio 1794 – Pavia, 24 ottobre 1868) è stato un matematico italiano. Fu allievo di Antonio Maria Bordoni, il più illustre matematico italiano dell'epoca, di cui fu anche lungamente intimo amico. Dal 1824 insegnò Matematica pura elementare e Meccanica al Liceo di Brescia dove rimase per diciassette anni. Nel 1841 si spostò a Milano al Liceo Sant'Alessandro dove fu professore di Scienze matematiche e infine nel 1842 all'Università di Pavia dove fu docente di Geometria superiore e di cui fu Rettore eletto dal Collegio dei Dottori. Lasciò numerose opere scritte, fra le quali si ricordano il famoso Elogio di Barnaba Oriani (1834), discorso letto presso l'Università di Brescia il 2 febbraio 1834; le Lezioni di meccanica elementare (Brescia, 1831) e il Corso di matematica elementare pura ed applicata in 3 volumi (Pavia, 1852-1853).